# روبرت هيريك
روبرت هيريك (24 أغسطس 1591، دفن في 15 أكتوبر 1674) هو شاعر إنجليزي عاش في القرن السابع عشر.

## وصلات خارجية
- روبرت هيريك على موقع الموسوعة البريطانية (الإنجليزية)
- روبرت هيريك على موقع ميوزك برينز (الإنجليزية)
- روبرت هيريك على موقع إن إن دي بي (الإنجليزية)
- روبرت هيريك على موقع ديسكوغز (الإنجليزية)

- قائمة كاملة لأشعار روبرت هيريك (مع السيرة الذاتية الكاملة) نسخة محفوظة 25 أبريل 2007 على موقع واي باك مشين. من موقع جامعة نيوكاسل.